# Havanardia havanensis
Havanardia havanensis is een mosselkreeftjessoort uit de familie van de Bairdiidae. De wetenschappelijke naam van de soort is voor het eerst geldig gepubliceerd in 1968 door Porkórny.